# Syrphophagus
Syrphophagus är ett släkte av steklar som beskrevs av William Harris Ashmead 1900. Syrphophagus ingår i familjen sköldlussteklar.

## Dottertaxa tillSyrphophagus, i alfabetisk ordning[1][2]
- Syrphophagus acamas
- Syrphophagus aeruginosus
- Syrphophagus africanus
- Syrphophagus amabilis
- Syrphophagus annellicornis
- Syrphophagus annulipes
- Syrphophagus aphidivorus
- Syrphophagus aquacyaneus
- Syrphophagus ariantes
- Syrphophagus arundinicola
- Syrphophagus bacchae
- Syrphophagus cassatus
- Syrphophagus cecidium
- Syrphophagus celia
- Syrphophagus chinensis
- Syrphophagus cinctipes
- Syrphophagus dlabolianus
- Syrphophagus elaeagni
- Syrphophagus fabulosus
- Syrphophagus feralis
- Syrphophagus flavicornis
- Syrphophagus flavithorax
- Syrphophagus flavitibiae
- Syrphophagus fuscipes
- Syrphophagus gracilis
- Syrphophagus hakki
- Syrphophagus herbidus
- Syrphophagus hofferi
- Syrphophagus hyalipennis
- Syrphophagus injuriosus
- Syrphophagus jucundus
- Syrphophagus kasparyani
- Syrphophagus kostjukovi
- Syrphophagus kovalevi
- Syrphophagus kumaoensis
- Syrphophagus lachni
- Syrphophagus lineola
- Syrphophagus luciani
- Syrphophagus mamitus
- Syrphophagus marilandicus
- Syrphophagus mercetii
- Syrphophagus metallicus
- Syrphophagus nigricornis
- Syrphophagus nigrocyaneus
- Syrphophagus nubeculus
- Syrphophagus obscurus
- Syrphophagus occidentalis
- Syrphophagus orientalis
- Syrphophagus pacificus
- Syrphophagus parvus
- Syrphophagus perdubius
- Syrphophagus pertiades
- Syrphophagus philotis
- Syrphophagus puparia
- Syrphophagus qadrii
- Syrphophagus quadrii
- Syrphophagus quadrimaculatae
- Syrphophagus quercicola
- Syrphophagus raffaellini
- Syrphophagus rossittenicus
- Syrphophagus rotundatus
- Syrphophagus rugulosus
- Syrphophagus semipurpureus
- Syrphophagus similis
- Syrphophagus smithi
- Syrphophagus sosius
- Syrphophagus splaeophoriae
- Syrphophagus staryi
- Syrphophagus subviridis
- Syrphophagus tachikawai
- Syrphophagus taeniatus
- Syrphophagus taiwanus
- Syrphophagus terebratus
- Syrphophagus varicornis
- Syrphophagus vicinus